# Michel Qissi
Michel Qissi, geboren als Mohammed Qissi (Oujda, 12 september 1962), is een Marokkaans-Belgisch acteur. Hij is vooral bekend van zijn rol als Tong Po in de film Kickboxer (1989).

## Biografie
Qissi werd geboren in Marokko en verhuisde op 2-jarige leeftijd naar Brussel in België. Hij begon met bokstraining toen hij zeven jaar oud was en werd amateurkampioen in zijn gewichtsklasse op 17-jarige leeftijd. Hij beoefende ook Shotokan-karate, thaiboksen en kickboksen. Qissi raakte op jonge leeftijd bevriend met Jean-Claude Van Damme en ze groeiden samen op met dezelfde liefde voor actiefilms en trainen in vechtkunsten.
In 1982 verhuisden Qissi en Van Damme naar de Verenigde Staten in de hoop actiefilmsterren te worden. In 1984 werden ze beiden gecast als figuranten in de film Breakin', voordat ze in 1986 hun grote doorbraak bereikten. Ze sloten een contract met filmproducent Menahem Golan van The Cannon Group, waarna de succesvolle film Bloodsport uitkwam, waarin Van Damme de hoofdrol speelde en Qissi een kleine rol had als toernooivechter Suan Paredes. In 1989 werkten Qissi en Van Damme opnieuw samen voor de film Kickboxer, waarin Van Damme opnieuw de hoofdrol speelde en Qissi de hoofdschurk van de film, de Thaise Muay Thai-vechter Tong Po.
In 1990 speelde Qissi met Van Damme in de film Lionheart, waarin Qissi's broer Abdel de slechterik speelde. Dit zou de laatste film zijn die Van Damme en Qissi samen maakten in 16 jaar, maar Qissi hernam zijn rol als Tong Po in Kickboxer 2. Hij en Van Damme verschenen kort samen in de remake Kickboxer: Vengeance.

## Filmografie
- Breakin' (1984)
- Bloodsport (1988)
- Kickboxer (1989)
- Lionheart (1990)
- Kickboxer 2 (1991)
- Bloodmatch (1991)
- To the Death (1993)
- Terminator Woman (1993)
- Extreme Force (1993)
- The Falkland Man (2001)
- Bara (2014)
- Heart of a Lion (2015)
- Kickboxer: Vengeance (2016)